# Соболь, Андрей Михайлович
Андрей Михайлович Со́боль (имя при рождении — Израиль Моисеевич Соболь, псевдоним — А. Нежданов; 20 июля [1 августа] 1887, Саратов — 8 июня 1926, Москва) — русский писатель, очеркист и драматург.

## Биография
Родился в семье мелкого служащего. «Родился в Саратове 20 июля (1 августа по новому стилю) 1887 г. — именно эта дата значится в Книге регистрации членов еврейской общины г. Саратова или в деле Виленского военно-окружного суда, вынесшего Соболю приговор, а не 13 (25) мая 1888 г., как о том говорится в справочной литературе».
С 1904 года — член группы сионистов-социалистов. В начале 1906 года арестован в Мариямполе и по обвинению в «доставлении средств необнаруженным противозаконным сообществам» (из «Обвинительного акта» Виленского военно-окружного суда) осуждён к 4 годам каторжных работ на строительстве «Колесухи» — Амурской колёсной дороги, окончательно подорвавшей его физическое и психическое здоровье. Здесь он сблизился с крупными деятелями партии социалистов-революционеров (Е. Созонов, П. Прошьян). Заболел чахоткой и был переведён на поселение, откуда в 1909 вместе с Натаном Гринфельдом бежал за границу.
В 1913 году под псевдонимом А. Нежданов выполнил авторизованный перевод с еврейского романа Шолом-Алейхема «Блуждающие звёзды».
Первая мировая война застала Соболя в Париже, где он пытался вступить в Иностранный легион, но не прошёл из-за слабого здоровья. В 1915 году через Сербию нелегально вернулся в Россию. В качестве корреспондента нескольких газет побывал на Кавказском фронте. После Февральской революции 1917 года поступил в школу прапорщиков, но не окончил её, став комиссаром Временного правительства при 12-й армии.
После Октябрьского переворота отошёл от политической деятельности и после окончания Гражданской войны опубликовал в московских газетах открытые письма, в которых «признал» советскую власть (1923). Жил в Киеве, в Крыму, а с 1922 года в Москве. В 1922 году — секретарь правления Всероссийского союза писателей (его подпись стоит на членском билете Сергея Есенина).
В своих воспоминаниях Варлам Шаламов писал о нём:

Талантливый человек, русский интеллигент, по своим знакомствам и связям Соболь много печатался, но искал не славу, а что-то другое. Совесть русской интеллигенции, принимающей ответственность за всё, что делается вокруг, — вот кем был Соболь.
7 июня 1926 года в 3 часа утра пытался совершить самоубийство в Москве, на Тверском бульваре, близ Никитских ворот, у памятника Тимирязеву. По словам людей, лично знавших Соболя, разговаривавших с врачами и занимавшихся его похоронами, «он целил в грудь, но рука дрогнула, и он попал в живот» (см. Саломея Хлавна «Наедине со смертью». Книга основана на хранившихся в семье документах, впоследствии переданных в Иерусалимский университет, и воспоминаниях матери автора — первой жены писателя, Р. С. Бахмутской). Через час после выстрела А. Соболь был доставлен в институт неотложной помощи им. Склифосовского, где ему в 11 часов утра сделали операцию. Вследствие внутреннего кровоизлияния и упадка сердечной деятельности, он в 12 часов 40 минут ночи скончался.
Незадолго до смерти закончил подготовку к печати своего собрания сочинений в четырёх томах.
Похоронен 9 июня на Новодевичьем кладбище.

## Семья
- Первая жена (до 1919 года) — Рахиль Сауловна Бахмутская-Соболь (1892—1979), врач, была сестрой Льва Сауловича Бахмутского, мужа актрисы М. Д. Синельниковой, и Софьи Сауловны Рубиной, супруги философа Арона Ильича Рубина.
  - Сын — поэт Марк Соболь.
- Вторая жена (1921—1924) — Беба Марковна Левик, врач-фтизиатр[7], после развода с Соболем вышла замуж за организатора кинопроизводства Н. Я. Гринфельда.
  - Сын — Александр Соболь-Гринфельд (9 января 1920 — середина 1970-х), инженер[8].

## Творчество
Вершиной художественной прозы Соболя считается повесть «Салон-вагон» (1922). Её герой, комиссар Временного правительства, в прошлом революционер и каторжанин (автобиографические черты), видит, как долгожданная революция превращается в кровавый кошмар, но бессилен помешать этому.
Соболь — хороший стилист, умело сочетающий возможности реалистического и фантастического подхода к теме и исключительно тонко передающий манеру речи своих персонажей.
В 1925 году один из журналов, издававшийся газетой «Гудок», распространил газету с просьбой назвать имя лучшего беллетриста. Большинство читателей назвали Андрея Соболя (см. «Гудок» № 131(1813) 9 июня 1926 г. Вал. К. «Андрей Соболь»). После 1928 года книги Соболя были признаны, по отзыву Горького, упадническими и не переиздавались.
В постсоветское время стараниями исследователей русско-еврейской литературы и прежде всего израильского ученого Владимира Хазана наследие Андрея Соболя было возвращено в культурный обиход.

## Книги
- Рассказы. М.: Северные дни, 1915. — 225 с.
- Пыль: Роман. М.: Северные дни, 1916. — 183 с.
  - То же. Изд. 2-е. М.: Северные дни, 1917. — 185 с.
- На каторге. М.: Северные дни, 1917. — 46 с.
- На чужбине: [Рассказы]. М.: Северные дни, 1917. — 98 с.
- Песнь песней: Повесть. М.: Универсальная б-ка, 1917. — 60 с.
- Салон-вагон; Бред: [Повести]. М.: Северные дни, 1922. — 183 с.
- Люди прохожие: Вторая книга рассказов (1916—1918 гг.). М.: Земля и фабрика, 1923. — 144 с.
- Обломки: Третья книга рассказов (1920—1923 гг.). М.— Пг.: Круг, 1923. — 224, [1] с.
- На каторжном пути. М.: ГИЗ, 1924. — 69 с.
- Человек за бортом. Харьков: Пролетарий, 1924. — 60, [3] с.
- «Давай улетим…»: Пьеса из жизни каторжан на «колесухе». М.: изд-во Всесоюз общ-ва политкаторжан и ссыльнопоселенцев, 1925. — 70 с.
- Записки каторжанина: Воспоминания о царской каторге. М. — Л.: Круг, [1925]. — 111 с.
- Китайские тени; [Когда цветёт вишня]: Рассказы. М.: Огонёк, 1925. — 46, [1] с.
- Книга маленьких рассказов (1922—1925 гг.). [М.]: Моск. т-во писателей, 1925. — 126, [1] с.
- «Колесуха»: Амурская колёсная дорога. М.: изд-во Всесоюз. общ-ва политкаторжан и ссыльнопоселенцев, 1925. — 32 с. ()
- Паноптикум: Четвёртая книга рассказов. М.: Никитинские субботники, 1925. — 227 с.
- Рассказ о голубом покое в девяти неправдоподобных главах. М.: [газ «Правда»], 1925. — 60 с.
- Рассказы. [М.]: Круг, [1925]. — 224, [1] с.
- Мемуары веснущатого человека. [Посмертное изд.] М.: Огонёк, 1926. — 40 с.
- По чужим краям: [Очерки]. М.: Огонёк, 1926. — 48 с.
- Салон-вагон: [Повесть]. М. — Л.: ГИЗ, 1926. — 125 с.
- Там, где решётки: Из жизни Зерентуйской каторги. Посмертный очерк / Предисл. В. А. Плескова. М.: изд. Всесоюзного общ-ва политкаторжан и ссыльнопоселенцев, 1926. — 64 с.
- Собрание сочинений. М. — Л.: Земля и фабрика, [1926].
  - Т. 1: Тихое течение: Повести и рассказы / Предисл. Д. Горбова. — 1-я тыс. XVI, 181 с.
  - Т. 2: Любовь на Арбате: Повести и рассказы. — 2-я тыс. 110 с.
  - Т. 3: Человек за бортом: Повести и рассказы. — 2-я тыс. 120 с.
  - Т. 4: Китайские тени: Повести и рассказы. — 4-я тыс. 124, [1] с.
- Собрание сочинений / Предисл. Зел. Штейнман. М. — Л.: Земля и фабрика, [1928].
  - Т. I: Тихое течение. — 248 с.
  - Т. II: Любовь на Арбате. — 134 с.
  - Т. III: Человек за бортом. — 145 с.